# Maximum Usable Frequency

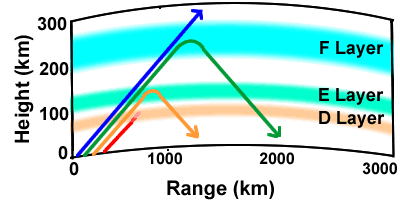
Die Frequenz des blue blauen Signals ist größer als die MUF und passiert ins All. Die Frequenz des #009933 grünen Signals ist kleiner als die der MUF, aber größer als die MUF der E-Schicht, und liegt im Bereich der FOT. Die Frequenz des orange orangen Signals ist kleiner als die MUF der E-Schicht und größer als die der LUF. Die Frequenz des red roten Signals ist kleiner als die LUF und wird in der D-Schicht absorbiert.

Die Maximum Usable Frequency (MUF) ist die höchste für eine Kurzwellen-Funkverbindung zwischen zwei Orten verwendbare Frequenz. Erst die Sprungweite zwischen Sender und Empfänger bestimmt eine konkrete Frequenz. Beispielsweise wird die MUF für einen 3000-km-Sprung als MUF(3000) bezeichnet.

## Beschreibung
Die MUF ist die höchste Frequenz, bei der eine Reflexion an der Ionosphäre möglich ist. Sie ermöglicht in mindestens 50 % der Empfangszeit eine zuverlässige Verbindung. Zum Betrieb einer verlässlichen Funkverbindung reicht dies jedoch nicht aus. Daher wurde eine Frequency of optimum transmission (FOT) definiert, die 15 % niedriger ist als die MUF. Die FOT gewährt in 90 % der Zeit eine verlässliche Funkverbindung.

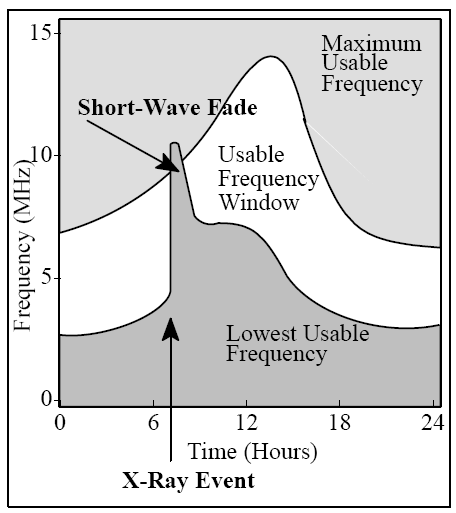
Das Frequenznutzungsfenster für Funkwellen liegt zwischen der LUF und MUF. Schließt sich das Fenster, tritt ein so genannter Short-Wave Fade (out) auf.

Die MUF ändert sich in Abhängigkeit von der Tages- und Jahreszeit. Weiterhin hat die Sonnenaktivität und der Sonnenfleckenzyklus einen starken Einfluss auf die MUF.
Das Gegenstück zur MUF ist die LUF, die Lowest Usable Frequency, die die untere Grenzfrequenz für eine verlässliche Funkverbindung darstellt. Aus beiden ergibt sich das für eine Funkverbindung nutzbare Frequenzfenster. Dieses kann geschlossen sein, wenn die LUF höher als die MUF liegt, beispielsweise nach einem Röntgenstrahlungsausbruch der Sonne (X-Ray Event). Dann lässt aus dem Ausbruch folgende Dämpfungszunahme in der D-Schicht der Ionosphäre die LUF so stark ansteigen, dass alle Strahlen, die die D-Schicht noch zu durchdringen vermögen, nicht mehr von der darüberliegenden F-Schicht reflektiert werden können, da ihre Frequenz über der MUF liegt. Dies wird als Short-Wave Fade (out) bezeichnet.
Die MUF kann aus der kritischen Frequenz der Ionosphäre näherungsweise wie folgt bestimmt werden:
{\displaystyle f_{\mathrm {muf} }\approx {\frac {f_{\mathrm {critical} }}{\sin \alpha }}={\frac {f_{\mathrm {critical} }}{\cos \phi }}=f_{\mathrm {critical} }\cdot \sec \phi =f_{\mathrm {critical} }\cdot {\sqrt {1+\left({\frac {d}{2\cdot h_{\mathrm {virt} }}}\right)^{2}}}}
mit {\displaystyle \alpha } = Abstrahlwinkel der Welle relativ zum Horizont, {\displaystyle \phi } = Eintreffwinkel relativ zum Lot, {\displaystyle d} = Entfernung zwischen Sende- und Empfangsort, {\displaystyle h_{\mathrm {virt} }} = virtuelle Höhe der Reflexion.

## Virtuelle und reale Höhe der Reflexion
Der Zusammenhang von virtueller und realer Reflexionshöhe in der Ionosphäre ergibt sich wie folgt:
| Virtuelle Höhe: {\displaystyle h_{\mathrm {virt} }={\overline {PE}}} Reale Höhe: {\displaystyle h_{\mathrm {real} }={\overline {PB}}=h+z_{0}} Sprungweite: {\displaystyle d={\overline {TR}}} |  | Rahmenwerte: {\displaystyle \phi \leq \phi _{\mathrm {max} }\approx 74^{\circ }} {\displaystyle h_{F_{2}}\approx 300\,\mathrm {km} } {\displaystyle d\leq 4000\,\mathrm {km} } |